# Yuan Li
Yuan Li (chiń. 袁力; ur. 19 września 1978) – chińska florecistka, brązowa medalistka mistrzostw świata.
Podczas mistrzostw świata w Seulu w 1999 roku Chinki w składzie: Xiao Aihua, Meng Jie, Yuan Li i Shi Haiying zdobyły brązowy medal w turnieju drużynowym. W rywalizacji indywidualnej zajęła tam 26. miejsce.
Wystartowała na igrzyskach olimpijskich w Sydney w 2000 roku, indywidualnie zajmując 27. miejsce, a drużynowo siódme. 